# Joan Fuster

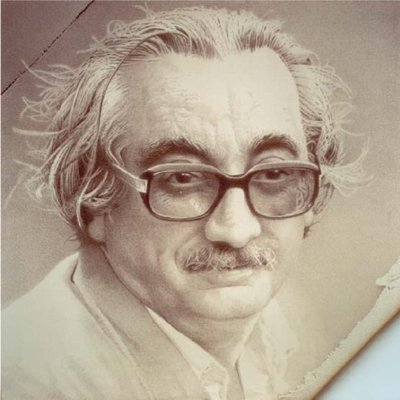
Joan Fuster (1984)

Joan Fuster i Ortells (dʒoˈan fusˈteɾ j oɾˈteʎs) (* 23. November 1922 in Sueca, Valencia; † 21. Juni 1992 ebenda) war ein spanischer Schriftsteller, der hauptsächlich auf Katalanisch veröffentlichte.

## Leben und Werke
Fuster wurde in Sueca (in der Nähe von Valencia, Spanien) geboren. Er stammte aus einer wohlhabenden Familie. Seine Eltern waren fromme Katholiken und Karlisten. Sein Vater war ein berühmter Bildhauer von religiösen Skulpturen. 1947 schloss Fuster sein Jurastudium ab. Er promovierte 1985 mit einer Dissertation über katalanische Philologie. Von 1946 bis 1956 war er mit José Albi Direktor der Zeitschrift Verb. Ende der 1940er-Jahre begann er in València, für Zeitungen zu schreiben. Dies setzte er bis ins hohe Alter fort. Er veröffentlichte später unter anderem in Destino und La Vanguardia. Seine ersten Buchveröffentlichungen waren Gedichtsammlungen, darunter Escrit per al silenci („Schriften für die Stille“) (1954).
Mit El descrèdit de la Realitat („Der Misskredit der Realität“) (1955) begann er eine wichtige Karriere als Essayist mit einer riesigen thematischen Breite. Ein Kennzeichnen seines Stils war die akkurate Benutzung von Adjektiven. Ein anderer Aspekt seiner Werke ist seine Belesenheit und seine Bemühung für das gute Geschichtenerzählen. Er widmete sich auch valencianischen Themen, so 1962 mit der Veröffentlichung eines seiner berühmtesten Werke: Nosaltres els valencians („Wir die Valencianer“), das wie die ebenfalls 1962 veröffentlichten Qüestió de Noms („Namensfrage“) und El País Valenciano („Das valencianische Land“, auf Spanisch) ein bedeutendes Buch über die Geschichte, die Kultur und das Nationalidentitätsproblem der valencianischen Gemeinschaft aus einer katalanistischen Perspektive ist.
Mit diesen valencianischen Themen beschäftigte er sich auch in den Büchern Raimon (1964), Combustible per a falles („Brennstoff für Falles“) (1967) und Ara o Mai („Jetzt oder niemals“) (1981). Diese Werke und Teile seiner zahlreichen Studien und geschichtlichen und biographischen Artikeln sind in den Bänden I. und III. der Obres completes („Gesamte Werke“) gesammelt worden. Das Diari („Tagebuch“) (1952–1960) ist im II. Band gesammelt worden.
Unter seinen Essays kann man diese hervorheben: Figures del temps („Figuren der Zeit“), Yxart-Preis (1957), Judicis Finals („Jüngste Gerichte“) (1960), Diccionari per a ociosos („Wörterbuch für Faulenzer“) (1964), Causar-se d'esperar („Sich bewirken, um zu warten“) (1965), L'home, mesura de totes les coses („Der Mensch, das Maß aller Dinge“) (1967). Fuster war immer innerhalb der Tradition des klassischen Humanismus. Seine Ideen waren denen der Moralisten und der französischen Reformatoren ähnlich (von Montaigne bis zu den Enzyklopädisten). Als Kritiker war Fuster bekannt für seinen scharfen Humor. La Poesia Catalana („die katalanische Poesie“) (1956), Poetes, Moriscos i Capellans („Dichter, Mauren und Priester“) (1962), Heretgies, Revoltes i Sermons („Häresien, Aufstände und Predigten“) (1968) und Literatura Catalana Contemporània („Heutige katalanische Literatur“) (1972) sind Werke von Fuster über Geschichte, Literatur und Literaturkritik. Darüber hinaus schrieb er drei ausführliche Einleitungen für die Werke von Joan Salvat-Papasseit (1962), Salvador Espriu (1963) und Josep Pla (1966). Sie wurden 1978 unter dem Titel Contra el Noucentisme („Gegen den Noucentisme“) gesammelt.
1987 sammelte er seine ganzen poetischen Werken in Set llibres de versos („Sieben Bücher von Versen“). Llibres i problemes del Renaixentisme („Bücher und Probleme der Renaissance“) (1989) ist eine Sammlung von Studien, die er während der letzten Jahre seines Lebens ausführte. 1994 wurden die Bücher Fuster Inèdit („Unveröffentlichter Fuster“) und Fuster Sabàtic („Sabbat-Fuster“) herausgegeben.

## Bedeutung
Obwohl er Prosaliteratur schrieb, ist er für seine Essays, besonders für die politischen, bekannt. Sein wichtigstes einflussreichstes Werk ist bei weitem das Buch Nosaltres els valencians („Wir die Valencianer“) (1962). Andere Bücher wie z. B. Qüestió de Noms („Namensfrage“) und Diccionari per a Ociosos („Wörterbuch für Faulenzer“) (1963) sind in der Bewegung des katalanischen Nationalismus bekannt. Er wurde der intellektuelle Leiter des valencianischen Nationalismus am Ende des 20. Jahrhunderts. Er war der wichtigste Verteidiger der Idee der Països Catalans (katalanische Länder). Diese Idee förderte die Einheit der Länder, wo Katalanisch gesprochen wird (besonders Katalonien, die balearischen Inseln und die valencianische Gemeinschaft). In diesen Büchern behauptete Fuster, dass Valencia mit anderen katalanischsprachigen Ländern mehr Beziehungen haben sollte, wenn die autochthone Kultur Überlebensmöglichkeiten haben soll. In diesem Sinne versuchte er die Verwirklichung einer katalanischsprachigen kulturellen Gemeinschaft.
Es wird sogar behauptet, dass Fuster der wichtigste politische Essayist der katalanischen Literatur nach dem spanischen Bürgerkrieg ist.

## Anerkennung
1975 wurde ihm der Premi d’Honor de les Lletres Catalanes („Katalanische Geisteswissenschaft-Preis“) verliehen. Er bekam auch im Jahre 1983 die Medalla d’Or de la Generalitat de Catalunya („Goldene Medaille der katalanischen Regierung“). 1984 wurde er Emeritus an der Universität Barcelona und an der Autonomen Universität Barcelona. 1986 wurde er Literaturlehrer und Professor an der Universität Valencia.

## Mordversuch
Am 11. September 1981, explodierten zwei Bomben in seinem Haus. Diese Bomben beschädigten seine Bibliothek und sein Archiv. Niemand wurde strafrechtlich verfolgt, aber es gab den Verdacht, dass der Angriff wegen Fusters politischer und kultureller Ansichten von antikatalanistischen und faschistischen Gruppen Valencias ausging.

## Werke

### Essays
- Antología del surrealismo español. Alacant, Verbo, 1952
- La poesia catalana fins a la Renaixença. Mèxic, Edicions Catalanes de Mèxic, 1954
- Pàgines escollides de sant Vicent Ferrer. Barcelona, Barcino, 1955
- El descrèdit de la realitat. Ciutat de Mallorca, Moll, 1955
- Antologia de la poesia valenciana. Barcelona, Selecta, 1956
- La poesia catalana. Ciutat de Mallorca, Moll, 1956. 2 vol
- Les originalitats. Barcelona, Barcino, 1956
- El món literari de sor Isabel de Villena. València, Lo Rat Penat, 1957
- Figures de temps. Barcelona, Selecta, 1957
- Indagacions possibles. Palma de Mallorca, Moll, 1958
- Recull de contes valencians. Barcelona, Albertí, 1958
- Ausiàs March. Antologia poètica. Barcelona, Selecta, 1959
- Un món per a infants. València, 1959
- Judicis finals. Ciutat de Mallorca, Moll, 1960
- Joan Serrallonga. Vida i mite del famós bandoler. Barcelona, Aedos, 1961
- Valencia. Madrid, Dirección General de Turismo, 1961
- Nosaltres, els valencians. Barcelona, Edicions 62, 1962
- El País Valenciano. Barcelona, Destino, 1962
- Poetes, moriscos i capellans. València, L'Estel, 1962
- Qüestió de noms. Barcelona, Aportació Catalana, 1962
- El bandolerisme català II. La llegenda. Barcelona, Aymà, 1963
- Raimon. Barcelona, Alcides, 1964
- Diccionari per a ociosos. Barcelona, A. C., 1964
- Alicante y la Costa Blanca. Barcelona, Planeta, 1965
- Causar-se d'esperar. Barcelona, A. C., 1965
- Combustible per a falles. València, Garbí, 1967
- L'home, mesura de totes les coses. Barcelona, Edicions 62, 1967
- Consells, proverbis i insolències. Barcelona, A. C., 1968
- Examen de consciència. Barcelona, Edicions 62, 1968
- Heretgies, revoltes i sermons. Barcelona, Selecta, 1968
- Obres completes I. Llengua, literatura, història. Barcelona, Edicions 62, 1968
- Abans que el sol no creme. Barcelona, La Galera, 1969
- Obres completes II. Diari 1952-1960. Barcelona, Edicions 62, 1969
- „Hi ha més catalans encara“, fascicle de Dolça Catalunya. Barcelona, Mateu, 1969
- L'Albufera de València. Barcelona, Les Edicions de la Rosa Vera, 1970
- Obres completes III. Viatge pel País Valencià. Barcelona, Edicions 62, 1971
- Babels i babilònies. Ciutat de Mallorca, Moll, 1972
- Literatura catalana contemporània. Barcelona, Curial, 1972
- Rebeldes y heterodoxos. Esplugues de Llobregat, Ariel, 1972
- Contra Unamuno y los demás. Barcelona, Península, 1975
- Obres completes IV. Assaigs. Barcelona, Edicions 62, 1975
- La Decadència al País Valencià. Barcelona, Curial, 1976
- Un país sense política. Barcelona, La Magrana, 1976
- El blau en la senyera. València, Tres i Quatre, 1977
- Contra el noucentisme. Barcelona, Crítica, 1977
- Obres completes V. Literatura i llegenda. Barcelona, Edicions 62
- Destinat (sobretot) a valencians. València, Tres i Quatre, 1979
- Notes d'un desficiós. València, Almudín, 1980
- Ara o mai. València, Tres i Quatre, 1981
- Indagacions i propostes. Barcelona, Edicions 62 i la Caixa, 1981
- País Valencià, per què?. València, Tres i Quatre, 1982
- Veure el País Valencià. Barcelona, Destino, 1983
- Cultura nacional i cultures regionals dins els Països Catalans. Barcelona, Departament de Cultura de la Generalitat de Catalunya, 1983
- Sagitari. València, Diputació de València, 1984
- Pamflets polítics. Barcelona, Empúries, 1985
- Punts de meditació (Dubtes de la „Transición“). València, Tres i Quatre, 1985
- Llibres i problemes del Renaixement. Barcelona, Publicacions de l’Abadia de Montserrat, 1989
- Textos d'exili. València, Generalitat Valenciana, 1991
- Obres completes VI. Assaigs 2. Barcelona, Edicions 62, 1991

### Poesie
- Sobre Narcís. València, Torre, 1948
- 3 poemes. Alacant, Verbo, 1949
- Ales o mans. València, Editorial Torre, 1949
- Va morir tan bella. València, 1951
- Terra en la boca. Barcelona, Barcino, 1953
- Escrit per al silenci. València, Institució Alfons el Magnànim, 1954
- Set llibres de versos. València, Tres i Quatre, 1987.

### Ins Deutsche übersetzt
- Aphorismen. Aus dem Katalanischen von Àxel Sanjosé. Mit einer Einführung von Vicent Salvador. Berlin u. a., Peter Lang, 2025.

## Digitale Auflage von Werken Joan Fusters
- Nosaltres els valencians (katalanisch)
- Qüestió de noms (katalanisch)
- El blau en la senyera (katalanisch)